# Birger Halling
Alfred Birger Halling, född 13 januari 1907 i Eskilstuna, Södermanlands län, död 28 juni 1996 i Engelbrekts församling i Stockholm, var en svensk målare och grafiker, bosatt i bland annat Västerås.
Halling var som konstnär autodidakt. Han målade porträtt, landskap och stilleben. I Västerås har han bland annat gjort den stora muralmålningen al secco med tema skrivtecken som täcker fondväggen inne i stadsbiblioteket (1955). Även i Västerås stadshus och hos Landstinget Västmanland finns verk av Halling. Han är representerad på  Moderna Museet, Göteborgs konstmuseum, Östersunds museum, Norrköpings konstmuseum  Sörmlands museum  och Eskilstuna konstmuseum.
Han var far till kocken Björn Halling (1932–2023). Birger Halling är gravsatt i minneslunden på Galärvarvskyrkogården i Stockholm.

## Fotnoter
1. ↑  RKDartists, RKDartists-ID: 463482, läst: 9 oktober 2017.[källa från Wikidata]
2. ↑  Sveriges Dödbok 1901–2009, DVD-ROM, Version 5.00, Sveriges Släktforskarförbund (2010).
3. 1 2 3  ”Alfred Birger Halling”. Lexikonett Amanda. http://www.lexikonettamanda.se/show.php?aid=13800. Läst 23 april 2012.
4. ↑  ”Sommardag”. Landstinget Västmanland. Arkiverad från originalet den 18 april 2013. https://archive.is/20130418094950/http://www.ltv.se/Kultur/Konst/Landstingets_konst/Sommarmorgon/. Läst 23 april 2012.
5. ↑  Moderna Museet
6. ↑  Norrköpings konstmuseum. (2000 ;). Norrköpings konstmuseum : katalog. Norrköpings konstmuseum. ISBN 91-88244-22-9. OCLC 186037488. https://www.worldcat.org/oclc/186037488. Läst 2 april 2020
7. ↑  Sörmlands museum
8. ↑  Minnesruna i Svenska Dagbladet, 11 maj 2023, sid. 32
9. ↑  ”Halling, Alfred Birger”. SvenskaGravar.se. https://www.svenskagravar.se/gravsatt/2fb48c86-1366-4276-85a7-7f00c6a9194d. Läst 25 april 2023.